# The Martinis
The Martinis sind eine US-amerikanische Rockband aus Los Angeles, die 1993 gegründet wurde. Zur Band zählen Joey Santiago, zuvor Gitarrist bei den Pixies und Linda Mallari (Gesang, Bass).

## Diskografie
- 1996: Nothing in Common
- 1997: Paper Doll / Flyer / People in the World (Demo)
- 1998: The Martinis (CD)
- 1999: Fast Forward (Demo-EP)
- 2004: Smitten (CD)